# Torsten Wagner (Ringer)
Torsten Wagner (* 12. Januar 1964) ist ein ehemaliger deutscher Ringer. Er war Vize-Weltmeister 1986 im freien Stil im Halbschwergewicht.

## Werdegang
Torsten Wagner begann als Jugendlicher bei Dynamo Grimmen mit dem Ringen und kam über Hoyerswerda zum SC Leipzig. Dort begann seine Karriere als Leistungssportler. Er rang zu Beginn seiner Laufbahn noch in beiden Stilarten, griech.-römisch und Freistil, spezialisierte sich aber später voll auf den freien Stil. Bereits mit 18 Jahren belegte er bei den DDR-Meisterschaften 1982 in beiden Stilarten jeweils den 3. Platz im Halbschwergewicht.
Im gleichen Jahr begann auch seine Karriere auf der internationalen Ringermatte, als er bei den Junioren-Europameisterschaften in Leipzig im Halbschwergewicht im freien Stil den 2. Platz hinter Macharbek Chadarzew aus der Sowjetunion belegte. Auf diesen Ausnahmeringer traf Torsten Wagner bei den internationalen Meisterschaften in den folgenden Jahren noch öfters. Besiegen konnte er ihn aber nicht.
Im Jahre 1985 erreichte Torsten Wagner bei den Europameisterschaften der Senioren in Leipzig einen guten 5. Platz. Bei der Europameisterschaft 1986 in Athen gewann er dann seine erste Medaille. Er kam hinter Sanassar Howhannisjan, dem Olympiasieger von 1980 und dem Ungarn Gábor Tóth auf den 3. Platz. Im gleichen Jahr feierte Torsten Wagner dann bei der Weltmeisterschaft in Budapest den größten Erfolg seiner Laufbahn. Er erreichte dort das Finale, in dem er im Kampf um den WM-Titel gegen Macharbek Chadarzew verlor.
In den Jahren 1987 und 1988 konnte Torsten Wagner diese Erfolge nicht wiederholen. Bei der Weltmeisterschaft 1987 in Clermont-Ferrand kam er im Halbschwergewicht auf den 12. Platz und bei der Europameisterschaft 1988 erreichte er in Manchester den 8. Platz. Der Sieger hieß beide Male Macharbek Chadarzew.
Kurz vor der politischen Wende in der DDR vertrat Torsten Wagner dieses Land 1989 bei der Europameisterschaft in Ankara zum letzten Male. Er erreichte in Ankara im Schwergewicht einen guten 5. Platz. Sieger wurde dabei Arawat Sabejew aus der UdSSR.
Im Jahre 1990 siedelte Torsten Wagner mit seiner Familie nach Mömbris-Königshofen um und rang für den dortigen Ringerclub „RWG“ viele Jahre in der Bundesliga. Zu Starts bei internationalen Meisterschaften kam er aber nicht mehr, weil ihm in Deutschland im Schwergewicht mit Heiko Balz und dem aus der Sowjetunion in die BRD emigrierten Arawat Sabejew und im Superschwergewicht in Andreas Schröder und Sven Thiele unbezwingbare Weltklasseathleten gegenüberstanden.
Torsten Wagner lebt immer noch in Mömbris-Königshofen und arbeitet im dortigen Ringerclub als Trainer mit. Sein Sohn Oldrik gehört zu den großen Nachwuchshoffnungen des Deutschen Ringerbundes im freien Stil im Schwergewicht.

## Internationale Erfolge
(WM = Weltmeisterschaft, EM = Europameisterschaft, F = freier Stil, GR = griech.-röm. Stil, Hs = Halbschwergewicht, S = Schwergewicht, SS = Superschwergewicht, damals bis 90 kg, 100 kg u. bis 130 kg Körpergewicht)
- 1982, 2. Platz, Junioren-EM (Espoirs) in Leipzig, F, Hs, hinter Macharbek Chasbijewitsch Chadarzew, UdSSR u. vor Draganow, Bulgarien;
- 1983, 5. Platz, Junioren-WM (Espoirs) in Kristiansund/Norwegen, GR, Hs, hinter Todor Kanew, Bulgarien, Radoslaw Turkot, Polen, Anatoli Fedorenko, UdSSR u. Lajos Szegervari, Ungarn und vor Franz Seelos, BRD;
- 1984, 2. Platz, Turnier in Clermont-Ferrand, F, Hs, hinter Iwan Guinow, Bulgarien u. vor Jan Gorski, Polen;
- 1984, 1. Platz, „Werner-Seelenbinder“-Turnier in Leipzig, F, Hs, vor Roberto Limonta, Kuba, Jan Gorski, Frank Ermlich u. Roland Dudziak, bde. DDR u. Günter Glunk, BRD;
- 1985, 3. Platz, Turnier in Clermont-Ferrand, F, Hs, hinter Pete Bush, USA u. Aleksander Cichoń, BRD u. vor Stephane Lamboley, Frankreich, Jan Gorski u. Younsheda Sghaier, Tunesien;
- 1985, 5. Platz, EM in Leipzig, F, Hs, hinter Tibilow, UdSSR, Julian Risnoveanu, Rumänien, Reşit Karabacak, Türkei u. Jan Gorski u. vor Kucirko, CSSR;
- 1986, 3. Platz, Turnier in Freiburg im Breisgau, F, Hs, hinter Julian Risnoveanu u. Bodo Lukowski, BRD u. vor Jerzy Niec, Polen, Julius Strnisko, Tschechoslowakei u. Jansson, Schweden;
- 1986, 3. Platz, EM in Athen, F, Hs, hinter Sanassar Howhannisjan, UdSSR u. Gábor Tóth, Ungarn u. vor Iraklios Deskoulidis, Griechenland, Julian Risnoveanu u. Bodo Lukowski;
- 1986, 2. Platz, WM in Budapest, F, Hs, hinter Macharbek Chadarzew u. vor James Scherr, USA, Roberto Limonta, Jerzy Niec u. Gábor Tóth;
- 1987, 12. Platz, WM in Clermont-Ferrand, F, Hs, Sieger: Macharbek Chadarzew vor James Scherr u. Jerzy Niec;
- 1988, 1. Platz, Turnier in Palermo, F, Hs, vor Renato Lombardo, Italien, Bodo Lukowski u. Gerhard Weber, bde. BRD;
- 1988, 8. Platz, EM in Manchester, F, Hs, Sieger: Macharbek Chadarzew vor Mehmet Turkaya, Türkei u. Gábor Tóth;
- 1989, 1. Platz, „Roger-Coulon“-Turnier in Chalon sur Saone, F, S, gemeinsam mit Uwe Neupert, DDR vor Stojan Nentschew, Bulgarien u. Ahmed Atawow, UdSSR;
- 1989, 3. Platz, Großer Preis der Bundesrepublik Deutschland in Bonn, F, S, hinter Arawat Sabejew, UdSSR u. Uwe Neupert u. vor Sándor Kiss, Ungarn, Byung-Eun, Südkorea u. István Robotka, Ungarn;
- 1989, 5. Platz, EM in Ankara, F, S, hinter Arawat Sabejew, Heyri Sezgin, Türkei, Stojan Nentschew u. Sándor Kiss u. vor Dimitrios Bourdoulis, Griechenland;
- 1990, 6. Platz, Großer Preis der BRD in Saarbrücken, F, S, hinter Heiko Balz, DDR, Ali Kayalı, Türkei, Kim Tae-Woo, Südkorea, Andrzej Radomski, Polen u. Sándor Kiss;
- 1992, 5. Platz, Großer Preis von Deutschland in Leipzig, F, S, hinter Andrej Golowkow, Russland, Daud Magomedow, Dagestan, Heiko Balz u. Arawat Sabejew, bde. Deutschland u. vor Rumen Alabakow, Bulgarien;
- 1993, 3. Platz, Großer Preis von Deutschland, F, S, hinter Heiko Balz u. Arawat Sabejew u. vor Milan Mazáč, Slowakei, Jozsef Glazer, Ungarn u. Joe Mossford, Vereinigtes Königreich;

## DDR-Meisterschaften
- 1982, 3. Platz, F, Hs, hinter Uwe Neupert, SC Motor Jena u. Möhring, SG Dynamo Luckenwalde,
- 1982, 3. Platz, GR, Hs, hinter Uwe Neupert u. Uwe Witthuhn, ASK Vorwärts Frankfurt,
- 1984, 1. Platz, F, Hs, vor Bartsch u. Bodeutsch, bde. SC Motor Jena,
- 1985, 1. Platz, F, Hs, vor Roland Dudziak u. Voß, bde. SG Dynamo Luckenwalde,
- 1986, 1. Platz, F, Hs, vor Weickert, SC Motor Jena u. Mika, Lok Altenburg,
- 1987, 1. Platz, F, Hs, vor Seeger, SC Leipzig u. Voß
- 1989, 1. Platz, F, S

## Deutsche Meisterschaften
- 1991, 2. Platz, F, S, hinter Heiko Balz, 1. Luckenwalder SC u. vor Lars Petzold, Neckargartach,
- 1992, 2. Platz, F, S, hinter Heiko Balz u. vor Klaus Schmitt, KSV Rimbach,
- 1993, 3. Platz, F, SS, hinter Sven Thiele, KSV Witten u. Andreas Schröder, KSV Aalen,
- 1994, 5. Platz, F, SS, hinter Sven Thiele, Andreas Schröder, Raik Stichling, ASV Kornwestheim u. Thomas Dybiona, Magdeburg